# José León Suárez
José León Suárez (Chivilcoy, Provincia de Buenos Aires, 20 de abril de 1872 - Buenos Aires, 7 de junio de 1929) fue un abogado internacionalista argentino. Tomó iniciativas para la creación de Ministerio de Agricultura en 1898 y fue el fundador de la Facultad de Ciencias Económicas de la Universidad de Buenos Aires en 1913. Perteneció a la Comisión de Derecho Internacional de la Sociedad de Naciones.

## Biografía

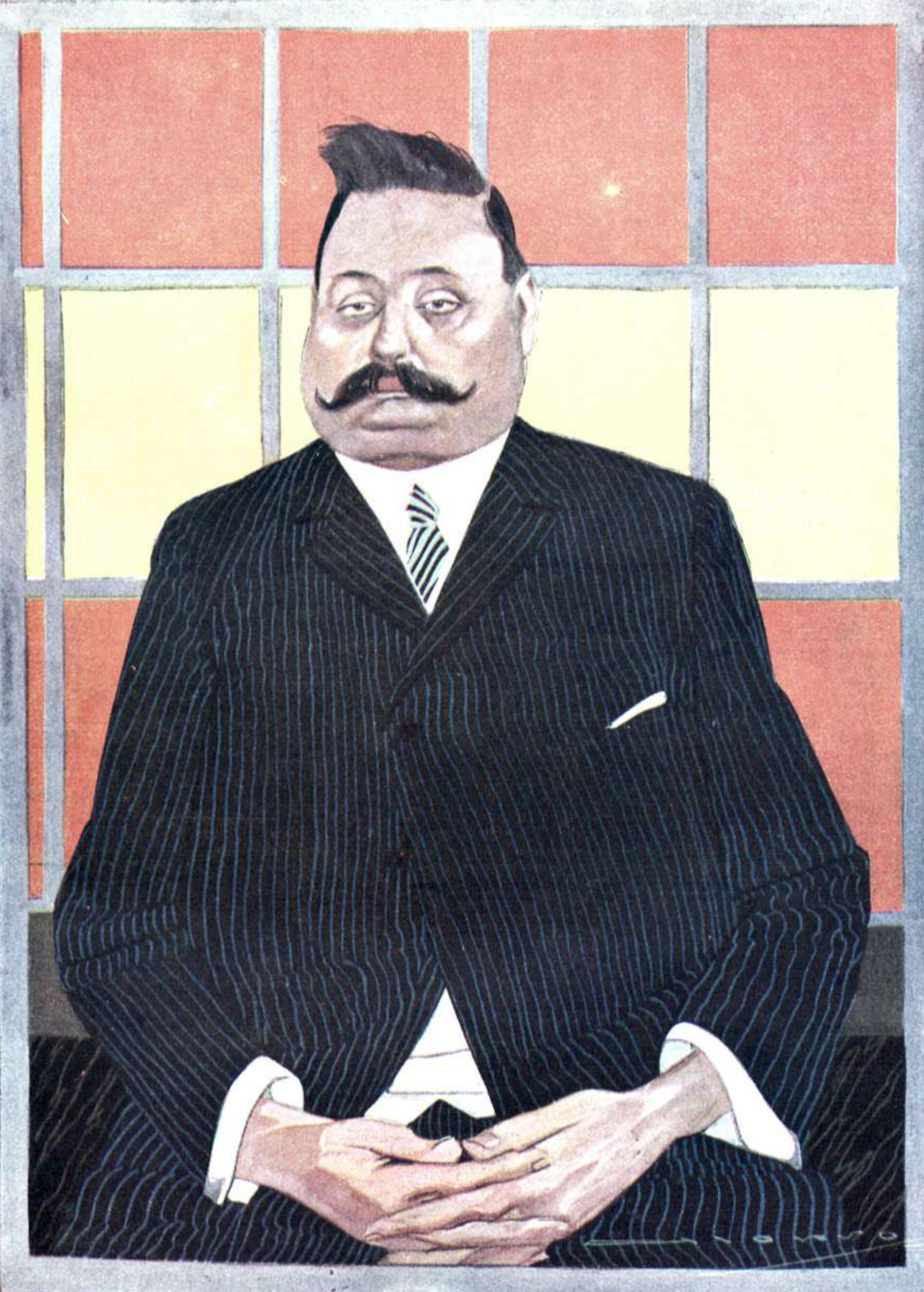
Caricaturizado por Alonso en Caras y Caretas (1918)

Cursó sus estudios secundarios en el Colegio Nacional Central, conocido hoy como Colegio Nacional de Buenos Aires. Mientras comenzaba a cursar la carrera de abogado en la Facultad de Buenos Aires, tomó parte en la Revolución del Parque de 1890. En 1897 obtiene el título de abogado y al año siguiente contribuye con la creación del Ministerio de Agricultura. Luego se dedica a la docencia en la universidad de derecho en las cátedras de Derecho Internacional y, luego de crearla, Derecho Diplomático. En 1918 publica Diplomacia Universitaria Americana y en 1919 publica su libro más conocido Carácter de la Revolución Americana, por el cual el  rey de España le otorga la gran cruz de la Orden de Isabel la Católica.[cita requerida]
Ocho años después de fundar la Facultad de Economía se convierte en su decano desde 1921 a 1924, año en que es designado por la Sociedad de Naciones como miembro de la Comisión Técnica y de la Codificación Progresista de Derecho Internacional. Intervino como perito sobre la zona económica exclusiva de los países ribereños sobre la plataforma continental hasta los 200 m de profundidad (hasta donde llega la luz del Sol) exponiendo su tesis en Ginebra en 1927. Murió en 1929.

## Homenajes
La ciudad de José León Suárez del partido de Gral. San Martín, Buenos Aires, fue denominada en su homenaje con su nombre en 1940.
- En el año 1960, fue bautizada con el nombre del Dr. José León Suárez la Escuela Nacional de Comercio N.º 32, ubicada en la calle Acassuso n.º 5860, del barrio de Liniers en la Ciudad Autónoma de Buenos Aires. La gestión para este hecho, fue realizada por los alumnos de la segunda promoción de esta escuela, con el apoyo de las autoridades de la misma y con el consentimiento de los descendientes del Dr. Suárez.[5]